# Cimmeria (Kontinent)

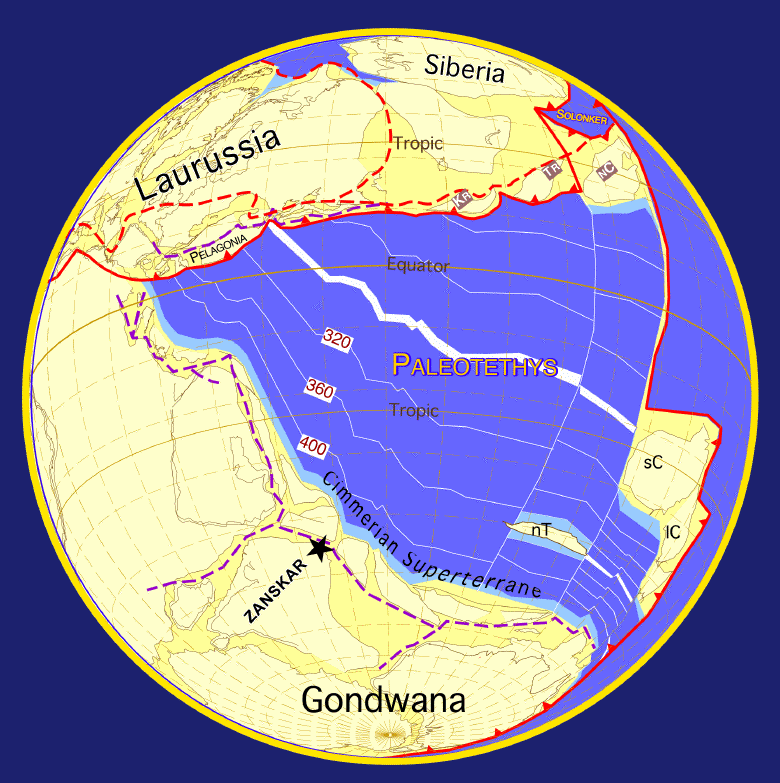
~300 mya, im Perm

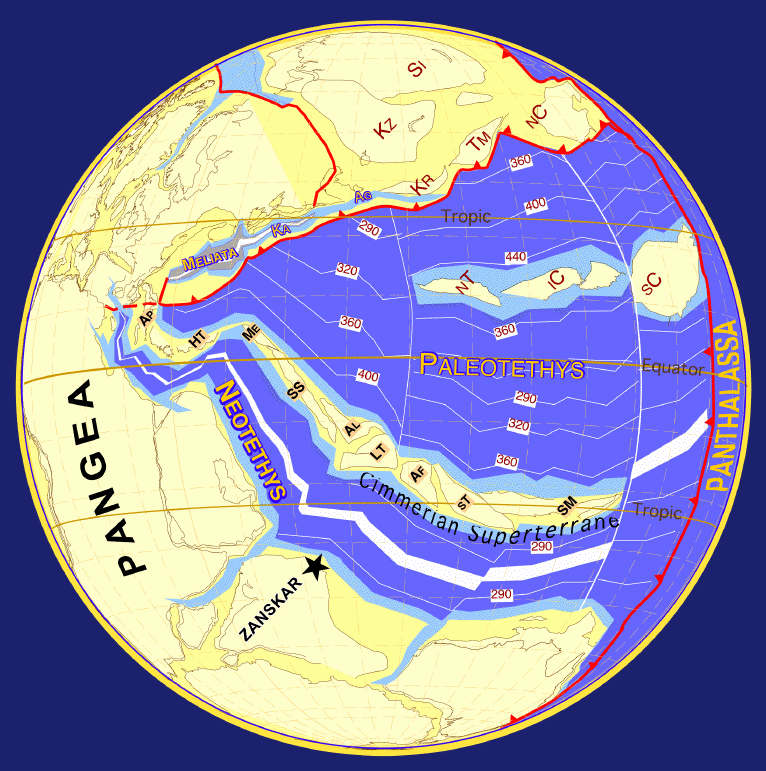
~250 mya, zur Perm-Trias-Grenze

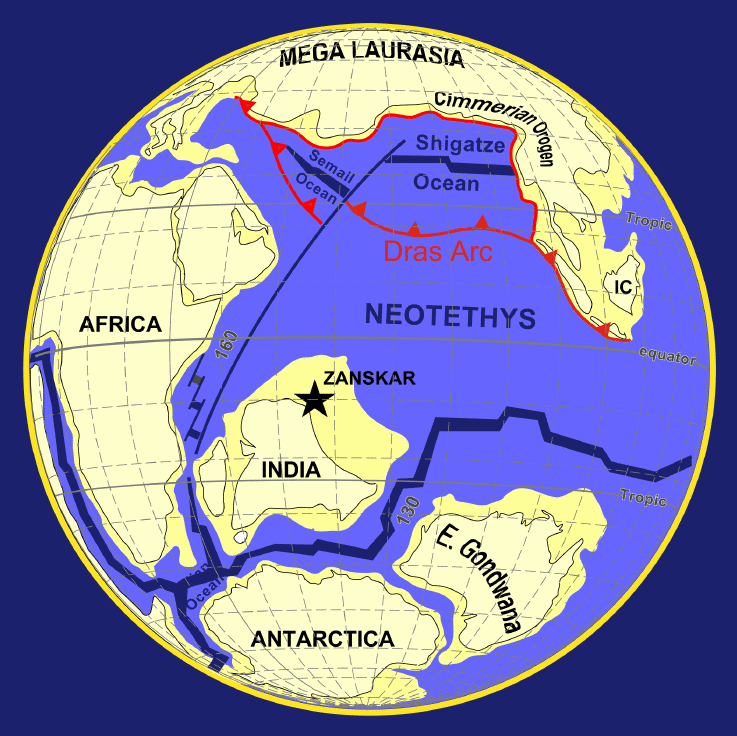
Die Situation ~100 mya

Cimmeria oder Kimmeria ist ein prähistorisches Peri-Gondwana-Element des letzten Superkontinents Pangaea. Cimmeria ist vom karbonischen Hun-Superterran, das min. 50 Mio. Jahre davor in der damaligen Palaeotethys existierte, zu unterscheiden.
Das kontinentale Bruchstück löste sich möglicherweise bereits um die Perm-Trias-Grenze (250 mya), jedenfalls aber in der Jura (etwa 170 mya) – also 20 bis 100 Millionen Jahre vor der Auflösung Pangaeas, vom südlichen Teil - dem alten Südkontinent Gondwana - ab und rotierte in der Tethys im Bereich der heutigen Karpaten. Die Gebirge des Kimmerischen Faltengürtels – insbesondere auch die westlichen Balkan-Kimmeriden – enthalten also vorwiegend erodierte Gesteine der variskischen und der dort eingeschlossenen cadomischen Kruste von Cimmeria und sind heute Geologische Zonen des Alpinen Gebirgsgürtels.

## Vulkanische Inseln oder Kontinentalplattenteile
Man kann den Mikrokontinent Cimmeria aber auch als die westlichste Insel des anders, nämlich vulkanisch, entstandenen Cimmerischen Inselbogens nördlich des Tiefseegraben Tethysgraben – der heutigen Türkei, Iran, Kaukasus, Tibet, Indochina – betrachten. Die unterschiedlichen Auffassungen der Geologie werden auch hier deutlich: Andere Autoren sehen – im Gegensatz zur oben dargestellten Auffassung – die gesamte Inselkette Cimmeria Superterran als Peri-Gondwana-Elemente. Im Folgenden wird diese Sichtweise näher erläutert:

## 300 mya
Die Kimmerische Platte war während des obersten Präkambriums und Paläozoikums noch mit Indien und damit Gondwana verbunden. Die Palaeotethys trennte sie von Laurasia. Während dieser Periode wurde der Nordteil Indiens von einer späten Phase des sogenannten Kambro-Ordovizischen Panafrikanischen Ereignisses oder Panafrikanischen Gebirgsbildung oder (?) Cadomische Orogenese beeinflusst, welches durch unterschiedliche Schichtung von ordovizischen kontinentalen Konglomeraten und darunterliegenden kambrischen Marinesedimenten gekennzeichnet wird. Die zahlreichen granitartigen Intrusionen die ungefähr 500 mya datiert werden, werden auch diesem Ereignis zugeschrieben.

## 250 mya
Ein Grabenbruch im frühen Karbon beginnt Cimmeria von der Indischen Kontinentalplatte zu trennen. Während des Perm entwickelt sich diese Bruchzone zu einem neuen Ozean, der Tethys. Die Cimmerischen Terrane wandern dadurch nach Norden in Richtung Laurasia und bilden heute Teile des Iran, Afghanistans und Tibets.

## 190 mya und 100 mya
Die Kimmerischen Platten kollidierten mit Laurasia etwa vor 190 Millionen Jahren. Dieser Zusammenprall formte den Kimmerischen Faltengürtel mit allmählicher Schließung der Palaeotethys. Erst 100 Millionen Jahre später hatte die indische Kontinentalplatte ihre schnelle Nordbewegung mit durchschnittlich 16 cm/Jahr begonnen, und generierte zuerst den Tethysgraben und in der Folge den asiatischen Teil des alpidischen Gebirgsgürtels ab der Kreide bis ins Pleistozän. Auch heute drückt Indien auf einer Strecke von 2400 km mit 5 cm/Jahr und einer Drehung gegen den Uhrzeigersinn von bis heute 33 Grad in Richtung der Kontinentalplatten Kasachstan, Sibirien, Südchina und Nordchina. Die kontinentale Kruste Indiens und die Kratone Nord- und Südtibets sowie die anderen Cimmerischen Terrane wurden und werden dabei zusammengepresst und Teile in komplexen Akkretions-, Faltungs- und Subduktionsvorgängen gehoben. Ein Teil dieser nunmehr alpidisch genannten Gebirgsbildung ist der Himalaya.